# Kim Sang-man
Dans ce nom coréen, le nom de famille, Kim , précède le nom personnel Kim Sang-man.
Pour les articles homonymes, voir Kim.
Kim Sang-man (hangeul : 김상만 ; RR : Gim Sang-man ; MR : Kim Sangman) est un réalisateur et directeur artistique sud-coréen, né le 28 janvier 1970. Il est également scénariste, compositeur et ancien affichiste.

## Biographie
Kim Sang-man naît le 28 janvier 1970, en Corée du Sud. Jeune, il fréquente le département de la conception visuelle à l'université Hongik, d'où il obtiendra le diplôme.
Il commence sa carrière en tant qu'affichiste en 1997 : il en a fait environ 30 affiches de cinéma, avant de lui donner la possibilité de devenir directeur artistique, en 1998, pour le film If the Sun Rises in the West (해가 서쪽에서 뜬다면) de Lee Eun.
En 2000, aux Chunsa Film Art Awards, sa carrière en tant que directeur artistique est saluée pour le travail sur le film Joint Security Area (공동경비구역 JSA) de Park Chan-wook.
Quelque temps après, à la fin des années 1990, il devient bassiste en se joignant à un groupe 허벅지 밴드 et signe sous le label indépendant, ce qui lui permet, plus tard, de travailler sur la musique du film Bloody Tie (사생결단) de Choi Ho, en 2006, et, depuis lors, occupe deux postes : compositeur de film et directeur musical.
En 2008, en tant que réalisateur et compositeur, il présente son premier long métrage Girl Scout (걸스카우트), qui est assez bien accueilli.
En 2010, en tant que scénariste et réalisateur, il présente son deuxième film, un triller, Midnight FM (심야의 FM), avec les acteurs Soo Ae et Yoo Ji-tae. Il engagera à nouveau ce dernier pour son troisième film biographique The Tenor Lirico Spinto (더 테너 – 리리코 스핀토, 2014), toujours en tant que scénariste et réalisateur. Ce film concentre sur le chanteur Bae Jae-chul faisant son grand retour après avoir perdu sa voix à cause d'un cancer de la thyroïde.
En mai 2021, il est annoncé comme réalisateur du film historique War and Revolt (전,란), un projet de Park Chan-wook en tant que scénariste et producteur,, qui sera en ligne sur Netflix en 2024.

## Filmographie partielle

### Réalisation
- 2008 : Girl Scout (en) (걸스카우트)
- 2010 : Midnight FM (심야의 FM)
- 2014 : The Tenor Lirico Spinto (en) (더 테너 – 리리코 스핀토)
- 2024 : Soulèvement (전,란)

Prochainement

### Scénariste
- 2010 : Midnight FM (심야의 FM) de lui-même
- 2014 : The Tenor Lirico Spinto (en) (더 테너 – 리리코 스핀토) de lui-même

### Directeur artistique
- 1998 : If the Sun Rises in the West (해가 서쪽에서 뜬다면) de Lee Eun
- 2000 : Joint Security Area (공동경비구역 JSA) de Park Chan-wook

### Compositeur
- 2006 : Bloody Tie (en) (사생결단) de Choi Ho
- 2008 : Girl Scout (en) (걸스카우트) de lui-même

### Affichiste
- 2003 : Une femme coréenne (바람난 가족) d'Im Sang-soo
- 2004 : The President's Barber (효자동 이발사) de Lim Chan-sang
- 2004 : Bunshinsaba (분신사바) d'Ahn Byeong-ki
- 2004 : A Moment to Remember (내 머리 속의 지우개) de Lee Jae-han
- 2005 : The President's Last Bang (그때 그사람들) d'Im Sang-soo
- 2005 : Les Soldats de l'Apocalypse (천군) de Min Joon-ki
- 2005 : Lady Vengeance (친절한 금자씨) de Park Chan-wook
- 2005 : Tu es mon destin (너는 내 운명) de Park Jin-pyo
- 2006 : The Host (괴물) de Bong Joon-ho
- 2006 : Je suis un cyborg (싸이보그지만 괜찮아) de Park Chan-wook
- 2006 : The Restless (중천) d'Cho Dong-oh
- 2006 : Ma femme est un gangster 3 (조폭 마누라 3) d'Cho Dong-oh
- 2009 : Paju (파주) de Park Chan-ok